# Stuart H. Orkin
Stuart Holland Orkin (* 1946) ist ein US-amerikanischer Genetiker, Hämatologe und pädiatrischer Onkologe an der Harvard Medical School, dem Dana-Farber Cancer Institute und dem Boston Children’s Hospital.

## Leben
Orkin wuchs in Manhattan auf. Er begann zunächst ein Studium am Massachusetts Institute of Technology, wo er 1967 einen Bachelor in Lebenswissenschaften erwarb. Anschließend wechselte er an die Harvard Medical School, wo er 1972 mit einem M.D. sein Medizinstudium abschloss. Als Postdoktorand arbeitete er bei Philip Leder an den National Institutes of Health (NIH) und absolvierte bis 1978 seine klinische Ausbildung in Kinderheilkunde und in Hämatologie/Onkologie am Boston Children’s Hospital und dem Dana-Farber Cancer Institute (DFCI).
Seit 1978 gehört Orkin zum Lehrkörper am DFCI. Im selben Jahr erhielt er auch eine erste Professur (Assistant Professor) an der Harvard Medical School, 1986 eine ordentliche Professur. Heute (Stand 2016) ist er dort David G. Nathan Professor of Pediatrics und Leiter der Abteilung für pädiatrische Onkologie.
Seit 1986 forscht Orkin zusätzlich für das Howard Hughes Medical Institute. Orkin ist verheiratet und hat eine Tochter.

## Wirken
Orkin befasst sich mit Genregulation und Differenzierung der hämatopoetischen Stammzelle, mit Erbkrankheiten der Blutkörperchen und Onkogenese, insbesondere der Zellen der Hämatopoese.
Orkin und Mitarbeiter konnten wichtige Regulatorgene der Hämatopoese identifizieren. Seine Arbeiten zur Pathologie erblicher Störungen der Blutbildung konnten wesentlich zur verbesserten Diagnose und Therapie dieser Erkrankungen beitragen. Orkins Arbeitsgruppe definierte verschiedene Mutationen, die zu den verschiedenen Formen der Thalassämie führen, klonierte das Gen, das zur neptischen Granulomatose führt, und charakterisierte den Schalter, der den Wechsel von fetalem zu adultem Hämoglobin vollbringt, und zeigte dessen Regulation.
Neuere Arbeiten Orkins befassen sich mit der Pränataldiagnostik genetischer Störungen oder der Molekulargenetik und Biochemie der Phagozyten.
Orkin veröffentlichte (Stand 2014) mehr als 500 wissenschaftliche Publikationen, von denen 225 mehr als 100-mal zitiert wurden. Sein h-Index beträgt (Stand September 2022) 210. Seit 2022 zählt der Medienkonzern Clarivate ihn aufgrund der Zahl der Zitationen zu den Favoriten auf einen Nobelpreis (Clarivate Citation Laureates).

## Auszeichnungen (Auswahl)
- 1986 William Dameshek Prize der American Society of Hematology[5]
- 1987/88 Harvey Lecturer[6]
- 1991 Mitglied der National Academy of Sciences[7]
- 1992 Mitglied des Institute of Medicine[8]
- 1993 Warren Alpert Foundation Prize[9]
- 1993 Mitglied der American Academy of Arts and Sciences[10]
- 2013 Jessie Stevenson Kovalenko Medal[11]
- 2014 William Allan Award[12][13][1]
- 2016 Karl Landsteiner Memorial Award
- 2017 Mitglied der American Philosophical Society
- 2018 George M. Kober Medal
- 2018 Nemmers-Preis für Medizin
- 2020 Internationaler König-Faisal-Preis[14]
- 2020 Harrington Prize for Innovation in Medicine
- 2021 Gruber-Preis für Genetik[15]
- 2022 Canada Gairdner International Award
- 2024 Shaw Prize[16]